# 琉璃繁缕
琉璃繁缕，为报春花科琉璃繁缕属下的一个植物物种。